# 寿司屋水滸伝
寿司屋水滸伝（すしやすいこでん）は、柳家喬太郎による新作落語の演目。柳家喬太郎のほか、春風亭百栄等によっても演じられている。

## 概要
明代成立の中国の伝奇小説『水滸伝』は梁山泊に流れ集まった108人の豪傑たちを描いた話であるが、本作はタイトルどおり『水滸伝』をベースに、現代日本の寿司屋に集まった職人たちの顛末をえがいた演目である。喬太郎の新作落語のなかでは『諜報員メアリー』と並び、ナンセンスなギャグが満載されたエキセントリックな作品となっている。

## あらすじ
主人公は洋食の修業をしたものの父に命じられて寿司屋を継いだ男。寿司については無知で板前が次々と辞めてしまい、とうとう最後の板前も店を去る。
一人で寿司の調理に挑むが、トロの握りを注文されると、酢飯が切れていたため炒飯を使い、客は激怒する。ところがその様子を見ていたある別の客が男代わりにトロの握りを握って出したところ、客はその味を絶賛する。「トロ切りのマサ」と名乗るこの客を男はすぐに雇うが、イカも調理してほしいと頼むと自分はトロ専門でイカは切れないと答える。その様子を見ていた第三の客がイカの調理を買って出る。彼は「イカ切りのテツ」。男はこの客もすぐに雇う。
この調子でウニ、シャコ、イクラ、穴子、卵焼きと一つのネタ専門の板前をたくさん雇っていき、常時四十人の板前がひしめく店になるが、人件費がかさむため男は寿司屋を閉じ、修行してきた洋食屋を営むことにする。しかしある日カツカレーを出したところ、客に「まずい」と文句を言われ、慰謝料まで請求される。男が名前を聞くとその客は「トンカツのヒデ」と名乗る。男が「トンカツのヒデ! 道理でカツアゲがうまいわけだ」。

## 音源

### CD
- 『柳家喬太郎落語秘宝館3』（ワザオギ WZCR-05004：2006年）
- 『新潮落語倶楽部 1 柳家喬太郎 』（ポニーキャニオン PCCG-01203：2011年）
- 『春風亭百栄の落語 人間国宝への道 第一章 』（夢空間／ユニバーサルミュージック（販売)：YBCR-1011、2009年）

### 配信
- 柳家喬太郎『寿司屋水滸伝』（らくごのブンカ、2008年)